# Oxykodon
Oxykodon (často pod obchodním názvem OxyContin, v ČR také jako generikum Oxycodon Sandoz nebo Oxycodon Lannacher) je silný narkotický lék proti bolesti, připravený chemicky z jistých složek opia – jedná se tedy o tzv. semi-syntetický opioid. Poprvé byl vytvořen v roce 1916 v Německu, v 90. letech 20. století byl masivně předepisován jako opiátové analgetikum. Síla účinku je vyšší než u morfinu, včetně typických euforických efektů na náladu. Umožňuje účinné zvýšení kvality života při určitých bolestivých stavech (chirurgické nápravy kostí, vytrhávání zubů moudrosti a podobně) i chronických onemocněních (bolestivé příznaky rakoviny, vyhřezlých plotének či artritidy).
Oxykodon se stal (po boku vicodinu, ritalinu a adderallu) také zneužívanou omamnou drogou, v USA zejména mezi teenagery, ale také ve všech ostatních věkových a sociálních skupinách. Příznaky jsou podobné účinkům heroinu – při podání velké dávky najednou dojde k obsazení opioidních receptorů a k zaplavení těla pocity spokojenosti, pohody a štěstí. Po několika minutách se rozvíjí netečný stav otupělosti. Při užívání oxykodonu vzniká silná závislost a také nemá tzv. „stropní efekt“ (anglicky „ceiling effect“), jako např. kodein, proto hrozí větší riziko předávkování.
Proti americké společnosti Purdue Pharma, vlastněné rodinou Sacklerových, je v současnosti vedeno přes tisíc žalob, přičemž rodinám obětí závislostí bylo přiznáno odškodnění ve výši miliard dolarů. Tématům etiky a masivního zneužití vlivu farmaceutických gigantů při lživé propagaci této drogy se věnují americké seriály Absťák (v originále Dopesick) z roku 2021. a Zabiják bolesti (v originále Painkiller E6) společnosti Netflix z roku 2023. 
V Česku je OxyContin (nebo jeho alternativy) k dostání pouze na předpis za účelem tlumení středně silné až velmi silné bolesti, kterou lze přiměřeně zvládat pouze pomocí opioidních analgetik.